# Lake Street Dive
Lake Street Dive ist eine amerikanische Indie-Jazz-, Pop- und Soul-Band, die im Jahr 2004 am New England Conservatory of Music in Boston gegründet wurde, wo Rachael Price (Gesang), Mike „McDuck“ Olson (Trompete, Gitarre), Bridget Kearney (Kontrabass) und Mike Calabrese (Schlagzeug) studierten. Die Band benannte sich nach einer Hauptgeschäftsstraße in Olsons Heimatstadt Minneapolis und den dort ansässigen „Dives“ (Kneipen mit Bühne).

## Konzept und Geschichte
Der Namenszusatz betont zugleich den derzeitigen Charakter der Band: Eingängige, minimalistische Souljazz-Musik für ein (scheinbar) kleines Publikum, die ebenso durch Virtuosität wie Originalität und Humor gekennzeichnet ist. Tatsächlich bestand der Plan des Quartetts um den Gründer Mike Olson ursprünglich darin, eine avantgardistische Country-Band zusammenzustellen. Es kristallisierte sich aber im Zusammenspiel der jazzgeschulten und von der klassischen Pop- und Rockgeschichte inspirierten Mitglieder etwas heraus, das kaum noch Countryeinflüsse zeigt. «Mittlerweile sind wir eine Popband, die stark an Soul und Rock orientiert ist», wird Olson zitiert. Eine regelrechte Definition der Band, die sich die Option für eine künftige Entwicklung offen hält, soll das aber nicht sein. «Wir spielen, was wir selbst gerne hören würden», sagt Bridget Kearney, Bassistin und Songschreiberin des Quartetts.
Die Band, die sich gegen eine Genredefinition verwahrt, kreiert mit geringem technischen Aufwand einen eigenständigen Sound, der ganz auf individuellem Können und gemeinsamer Musikalität beruht. Mike Calabrese: «Wir wollen klingen, als feierten Motown und die Beatles eine Party» und « (…) versuchen Nummern mit Ohrwurm-Qualität zu schreiben, die die Leute zum Tanzen bringen».
Kearney gewann 2005 beim John Lennon Songwriting Contest einen Award in der Kategorie Jazz. Der Preis ermöglichte der Band die Aufnahme der ersten, 2006 im Eigenverlag erschienenen CD In This Episode. Nach der Unterzeichnung bei Signature Sounds Records erschien 2011 das Album Lake Street Dive.
Im Mai 2012 erschien die EP Fun Machine, die bis auf Rachael Prices Clear a Space Coverversionen (u. a. George Michaels Faith, Paul McCartneys Let me roll it) im bandtypischen Sound enthält. Für erhebliche Publicity sorgte ein Tweet Kevin Bacons, der auf den von Greg Liszt produzierten Youtube Clip zu I Want You Back (Original Jackson Five) aufmerksam machte. Im September verkündete Bridget Kearney ihren Ausstieg bei Joy Kills Sorrow, um sich vornehmlich Lake Street Dive zu widmen.
2013 folgte eine ausgedehnte US-Tournee mit über 150 Gigs und eine Einladung zu T-Bone Burnetts Another Day, Another Time Konzert (einer Promotionsveranstaltung für Inside Llewyn Davis der Coen Brothers im September des Jahres). Im Spätherbst traten Lake Street Dive erstmals in Deutschland auf.
Im Februar 2014 erschien Bad Self Portraits. Die Veröffentlichung verzögerte sich durch die vertragliche Bindung der Sängerin bei Claire Vision Productions, einem Label an dem Tom Price, Rachaels Vater, beteiligt ist. Das Album enthält ausschließlich Eigenkompositionen der Bandmitglieder; Kearney steuerte fünf, Calabrese und Olson je drei der Lieder bei. Im Mai 2014 standen Lake Street Dive im Rahmen einer Europatournee erneut auf deutschen Bühnen.

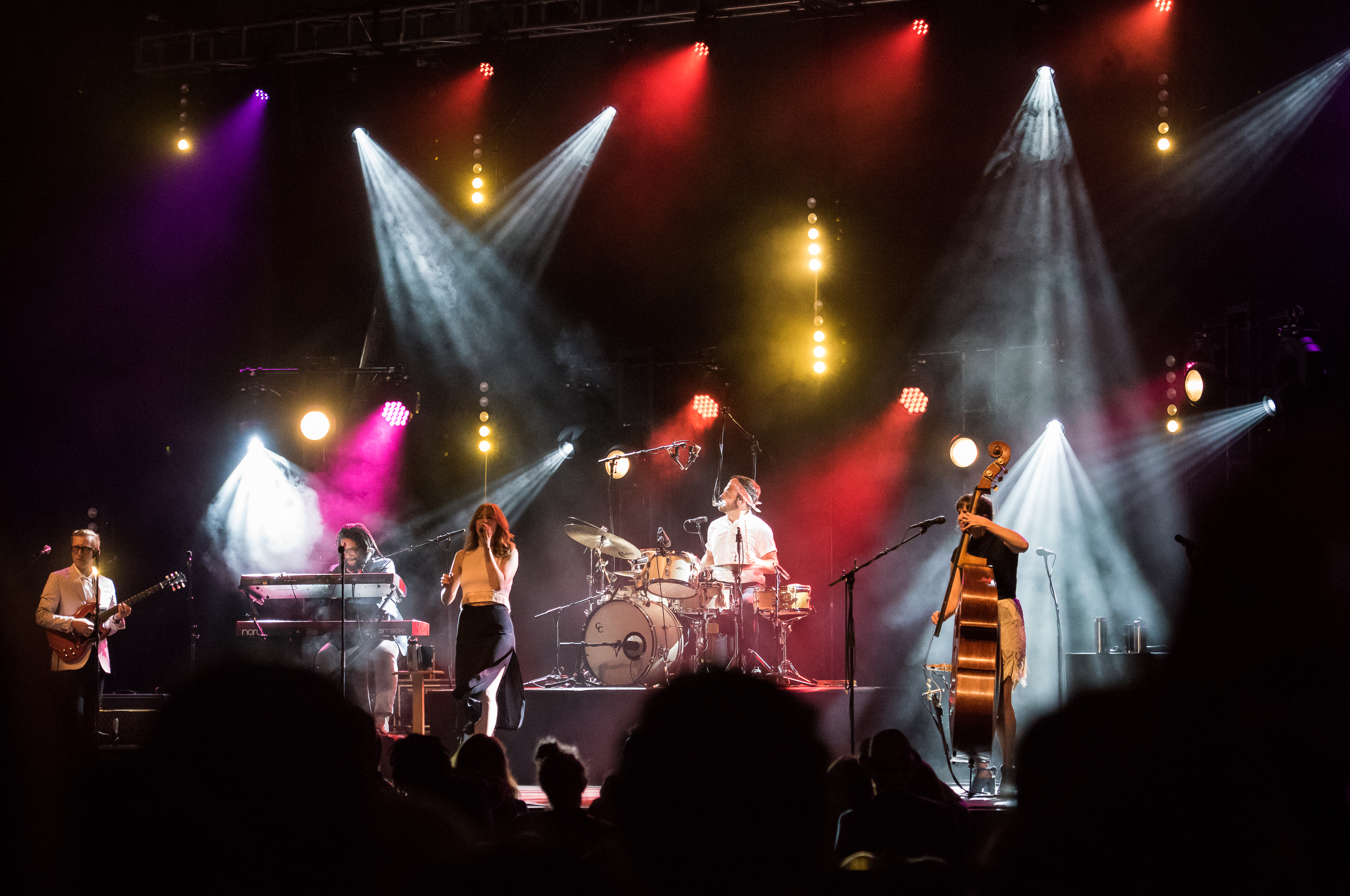
Lake Street Dive 2017 beim Celebrate Brooklyn! Festival mit Akie Bermiss an den Keyboards

2015 wechselte die Band zu Nonesuch Records. Im Februar 2016 erschien das von Dave Cobb in Nashville produzierte Album Side Pony. Im April des Jahres war Lake Street Dive in fünf deutschen Städten zu Gast.
Im Mai 2018 erschien Free yourself up.
Das Album wurde wiederum in Nashville, diesmal von Dan Knobler, produziert. Sieben der zehn Songs stammen aus der Feder von Bridget Kearney bzw. Kearney und Olsen, drei weitere steuerten Calabrese und Olsen bei.
Hauptsitz der Band ist mittlerweile Brooklyn.

## Mitglieder
Die Mitglieder der Band sind als ehemalige Jazzstudents Absolventen des New England Konservatoriums in Boston.
- Mike Olson: stammt aus Minneapolis, spielt Trompete, Gitarre und Klavier; Komposition und Begleitgesang
- Rachael Price: stammt aus Tennessee, ausgebildete Jazzsängerin (Soloalbum: The good Hours (2008) produziert von Tom Price)
- Bridget Kearney: stammt aus Iowa, wurde bekannt als Bassistin und Komponistin bei Joy Kills Sorrow; Komposition und Begleitgesang. Im März 2017 erschien ihr Solo-Debütalbum Won’t Let You Down.[21]
- Mike Calabrese: stammt aus Philadelphia, spielt Schlagzeug; Komposition, Gesang und Begleitgesang

## Trivia
Die Band veröffentlicht regelmäßig zu Halloween auf ihrem Youtube-Kanal Grußvideos mit Coverversionen ihrer musikalischen Einflüsse aus der Popmusik (The Mamas and the Papas, ABBA, Fleetwood Mac).

## Diskografie
- 2006: In this Episode
- 2007: Promises, Promises (Fyo)
- 2011: Lake Street Dive (Signature Sounds)
- 2012: Fun Machine (EP) (Signature Sounds)
- 2014: Bad Self Portraits (Signature Sounds)
- 2016: Side Pony (Nonesuch)
- 2018: Free Yourself Up (Nonesuch)
- 2018: Freak Yourself Out (Nonesuch)
- 2021: Obviously

## Konzertvideos
- 2010: Live at the Lizard Lounge